# Ludwig von Reuter
Hans Hermann Ludwig von Reuter (* 9. Februar 1869 in Guben; † 18. Dezember 1943 in Potsdam) war ein deutscher Admiral. Bekannt wurde er als Befehlshaber der in Scapa Flow internierten Hochseeflotte durch seinen Befehl zu ihrer Selbstversenkung am 21. Juni 1919.

## Leben
Von Reuter entstammte einer alten Offiziersfamilie. Sein Großvater Johann Wilhelm Ferdinand von Reuter (1782–1860) war ein preußischer Generalmajor, der zuletzt Kommandant der Festung Saarlouis war und 1826 in den preußischen Adelstand erhoben wurde. Dessen Sohn, Johann Wolfgang Eduard von Reuter (1826–1870), fiel in der Schlacht bei Spichern als Oberst und Kommandeur des Grenadier-Regiments Nr. 12. Er war der Vater Ludwig von Reuters, der somit im Alter von einem Jahr Halbwaise wurde. Ludwig von Reuters Mutter Helene (1839–1900) war 1856, zwei Jahre vor ihrer Hochzeit mit seinem Vater, als von Sternheim nobilitiert worden. Sie war eine uneheliche Tochter von Ernst II., Herzog von Sachsen-Coburg und Gotha (vgl. Stammliste des Hauses Wettin).
Ludwig von Reuter kommandierte zu Beginn des Ersten Weltkriegs den Großen Kreuzer Derfflinger. Er führte dieses Schiff auch beim Gefecht auf der Doggerbank. Im September 1915 wurde er Kommodore und zugleich Befehlshaber der IV. Aufklärungsgruppe, die aus den fünf Kleinen Kreuzern Stuttgart, Hamburg, München, Stettin und Frauenlob bestand. Mit diesem Verband nahm er an der Skagerrakschlacht teil. Im September 1916 übernahm von Reuter das Kommando über die II. Aufklärungsgruppe. Am 25. November wurde er zum Konteradmiral befördert. Am 17. November 1917 stießen die Kreuzer der II. Aufklärungsgruppe sowie die beiden Großlinienschiffe Kaiser und Kaiserin auf britische Einheiten. Es kam zum zweiten Seegefecht bei Helgoland. Im Januar 1918 wurde von Reuter stellvertretender Befehlshaber der Aufklärungsschiffe der Hochseeflotte und II. Admiral der I. Aufklärungsgruppe. Im August 1918 löste er Admiral Franz von Hipper als Befehlshaber ab.
Nach dem Waffenstillstand im November 1918 erhielt von Reuter den Befehl über die Verbände der kaiserlichen Hochseeflotte, die nach § 23 des Waffenstillstandsvertrages bis zum Abschluss eines Friedensvertrages in einem neutralen Hafen interniert werden sollten. Tatsächlich wurden sie von den Briten sogleich in britisches Hoheitsgebiet beordert, zunächst in den Firth of Forth, dann in den Kriegshafen Scapa Flow. Admiral Hipper, Befehlshaber der Hochseeflotte, hatte sich geweigert, dieses Kommando auszuüben. Von Reuter führte den Verband zunächst vom Schlachtschiff Friedrich der Große. Am 25. März 1919 verlegte er seine Befehlsstelle wegen zunehmender Unruhen unter den Besatzungen auf den Kleinen Kreuzer Emden.
Am 21. Juni 1919, dem letzten Tag der Frist, der der deutschen Regierung für die Unterzeichnung des Versailler Friedensvertrags gesetzt worden war, ließ von Reuter per Flaggensignal den 74 Schiffen der in Scapa Flow ankernden Flotte den Befehl „Paragraph Elf. Bestätigen.“ übermitteln, ein zuvor von den Offizieren in Anlehnung an Paragraph 11 „Es wird fortgesoffen!“ des Biercomments der Studentenverbindungen vereinbartes Codewort, um eine Beschlagnahme der Flotte durch die Siegermächte zu verhindern. Die Vorbereitungen zur Selbstversenkung waren bereits zuvor getroffen worden, ohne dass die britischen Bewacher es bemerkt hatten. Auf von Reuters Befehl versenkten sich innerhalb weniger Stunden zehn Großlinienschiffe, fünf Große Kreuzer, fünf Kleine Kreuzer und 32 Torpedoboote. Lediglich das Großlinienschiff Baden, die drei Kleinen Kreuzer Emden, Nürnberg und Frankfurt, der Minenkreuzer Bremse sowie vierzehn Torpedoboote konnten durch das Eingreifen britischer Seeleute an der Selbstversenkung gehindert und in seichtes Wasser geschleppt werden. Nur vier Torpedoboote blieben schwimmfähig.
Neun deutsche Seeleute verloren ihr Leben; sie fielen entweder im Handgemenge mit britischen Marinesoldaten (wie der Kommandant der Markgraf, Korvettenkapitän Walter Schumann, der auf seinem Schiff erschossen wurde) oder wurden in ihren Rettungsbooten erschossen. Es waren die letzten deutschen Kriegstoten des Ersten Weltkriegs.
Von Reuter und die verbliebenen 1773 Offiziere und Mannschaften der Rumpfbesatzungen wurden in Großbritannien sieben Monate als Kriegsgefangene interniert.
In Deutschland wurde von Reuter als Held gefeiert, der die Ehre der deutschen Flotte gerettet habe. Er ging in Pension und nahm nicht mehr am öffentlichen Leben teil.

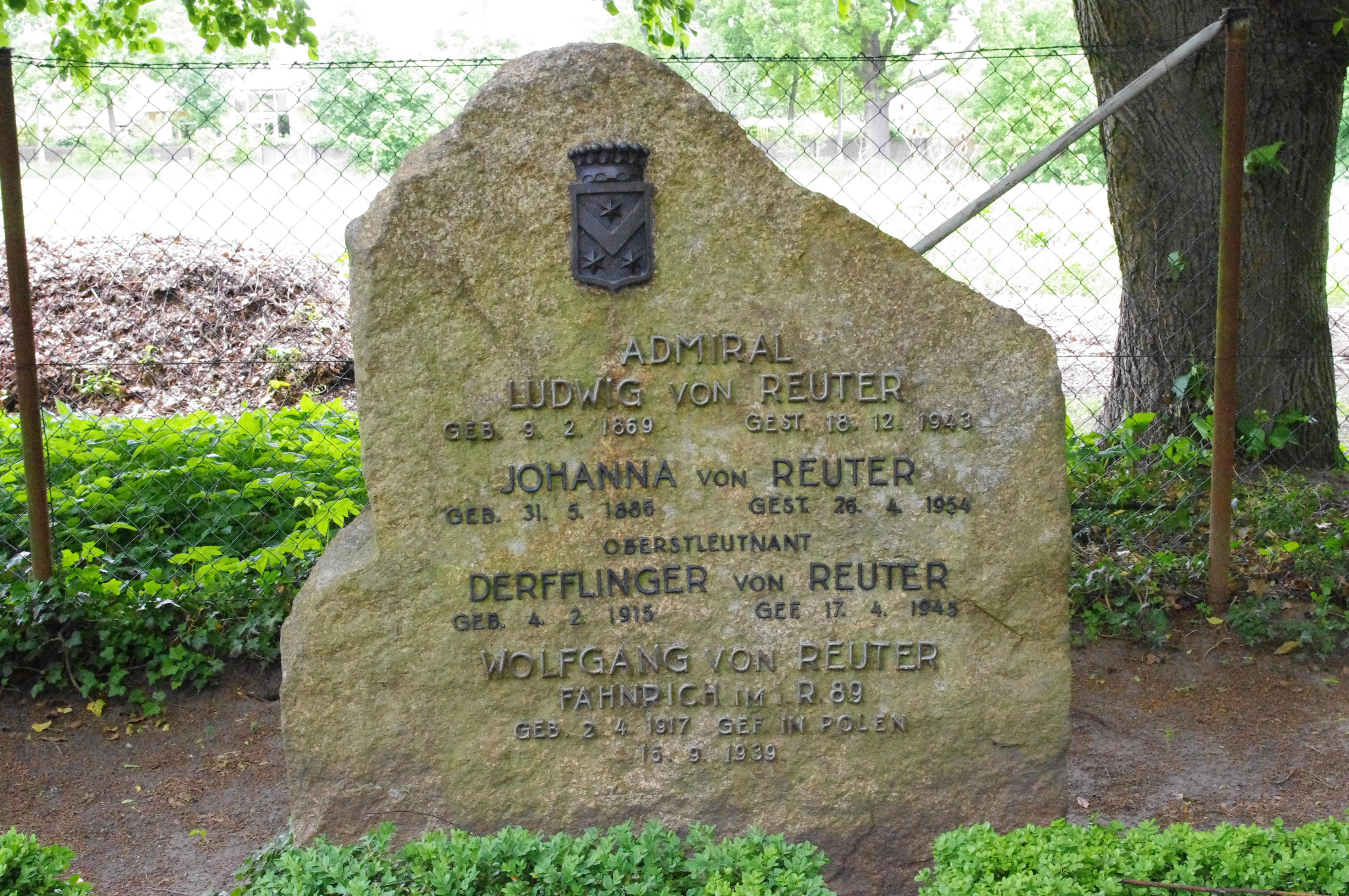
Grabstein

Am 27. August 1939, dem sogenannten Tannenbergtag, erhielt Reuter den Charakter als Admiral verliehen.
Admiral von Reuter wurde auf dem Bornstedter Friedhof in Potsdam beigesetzt.

## Auszeichnungen
- Roter Adlerorden II. Klasse mit Eichenlaub und Schwertern[3]
- Kronenorden II. Klasse[3]
- Ritterkreuz des Königlichen Hausordens von Hohenzollern mit Schwertern[3]
- Eisernes Kreuz (1914) II. und I. Klasse[3]
- Preußisches Dienstauszeichnungskreuz[3]
- Bayerischer Militärverdienstorden III. Klasse mit Krone und Schwertern[3]
- Hanseatenkreuz Hamburg[3]
- Friedrich-August-Kreuz I. Klasse[3]
- Komtur II. Klasse des Albrechts-Ordens mit Schwertern[3]

## Schriften
- Scapa Flow. Das Grab der deutschen Flotte. Koehler, Leipzig 1921